# Норкино (Балтачевский район)
Норкино (баш. Нөркә) — деревня в Балтачевском районе Республики Башкортостан Российской Федерации. Центр Норкинского сельсовета.

## География

### Географическое положение
Расстояние до:
- районного центра (Старобалтачёво): 14 км.,
- ближайшей ж/д станции (Куеда): 84 км.

## История
В «Списке населенных мест по сведениям 1870 года», изданном в 1877 году, населённый пункт упомянут как деревня Норкина 2-го стана Бирского уезда Уфимской губернии. Располагалась при речке Норке, по левую сторону реки Таныпа, в 59 верстах от уездного города Бирска и в 20 верстах от становой квартиры в селе Тепляки. В деревне, в 153 дворах жили 827 человек (416 мужчин и 411 женщин, тептяри, башкиры), были мечеть, училище.

## Население
| 2002 | 2009 | 2010 |
| ---- | ---- | ---- |
| 455  | ↗487 | ↘406 |

Национальный состав
Согласно переписи 2002 года, преобладающая национальность — башкиры (67 %).

## Религия
В деревне есть мечеть.